# Дубки (Данковский район)
Дубки́ — село Полибинского сельского поселения Данковского района Липецкой области. Стоит на левом берегу реки Дон.
Дубки — одно из самых северных селений Липецкой области — до границы с Рязанской областью около 2,5 км. Кроме того, Дубки — самое северное селение в Липецкой области, расположенное на левом берегу Дона.
До прихода монголо-татарского войска на территории нынешней Липецкой области находилось несколько городов. Один из них — Дубок — был на месте села Дубки. Упоминается в «Списке русских городов дальних и ближних» конца XIV века. Под сегодняшним названием упоминается в описании Данковского уезда 1771 года.
Название — по дубовым лескам.

## Население
| 1859 | 1897 | 1906 | 2010 |
| ---- | ---- | ---- | ---- |
| 639  | ↗662 | ↗833 | ↘24  |